# یوهان لوئیس شلیمر

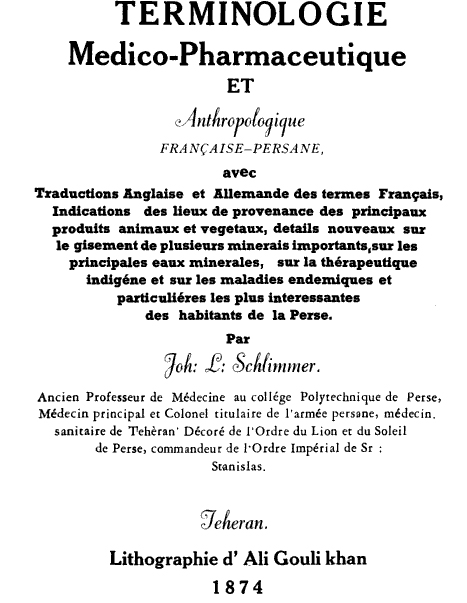
صفحه عنوان کتاب شلیمر

یوهان لوئیس شلیمر (به هلندی: Johan Louis Schlimmer) زادهٔ سال ۱۸۱۹، پزشک و از استادان دارالفنون بود.
او دکترای طبابت خویش را از دانشگاه لیدن دریافت کرد و در سال ۱۸۴۹ میلادی به ایران آمد.
مهم‌ترین اثر وی کتابی است به نام Terminologie Medico-Pharmaceutique et Anthropologique Française-Persane به زبان فرانسوی که در ۱۸۷۴ چاپ شد و اولین تلاش برای تزویج فرهنگ اصطلاحات پزشکی سنتی ایران (همچون آثار ابن سینا) با واژگان نوین پزشکی غرب بود. شلیمر همچنین با میرزا علی اکبرخان نفیسی یک فرهنگ پزشکی فرانسوی به فارسی را تألیف نمود که به «فرهنگ شلیمر» شهرت پیدا کرد. بسیاری از واژگان پزشکی فارسی معاصر مدیون تلاش‌های دکتر شلیمر است؛ و از همین جهت بود که کتاب ارزشمند وی در سال ۱۳۴۹ توسط مؤسسهٔ انتشارات دانشگاه تهران تجدید چاپ شد.
او نخستین کسی است که اصطلاح «بهداشت عمومی» را وارد زبان فارسی کرد.